# Lądowisko Łódź – Szpital Wojewódzki
Lądowisko „Łódź – Szpital Wojewódzki” – lądowisko sanitarne w Łodzi, w województwie łódzkim, położone przy ul. Pabianickiej 62.
Zarządzającym lądowiskiem jest Wojewódzki Szpital Specjalistyczny im. Mikołaja Kopernika w Łodzi. W roku 2008 zostało wpisane do ewidencji lądowisk Urzędu Lotnictwa Cywilnego, gdzie widnieje pod numerem 44 i nazwą „Łódź – Szpital Wojewódzki”
Oficjalne otwarcie nastąpiło 15 maja 2009. Koszt jego budowy wyniósł 1,25 mln zł.